# Таллинская синагога
Та́ллинская Но́вая синаго́га (Та́ллинская синаго́га, эст. Tallinna sünagoog; англ. Beit Bella Synagogue in Tallinn) — синагога в столице Эстонии городе Таллин, единственная в современной Эстонии. Построена в 2007 году. Архитекторы — Каур Стоор и Тынис Киммель. Находится на улице Кару, 16 b.
Зал Таллинской Новой синагоги вмещает 230 человек (не включая балкона, предназначенного для женщин). В здании синагоги оборудована миква, открыт единственный в Эстонии кошерный ресторан «Иерусалим».
Раввин в синагоге — главный раввин Эстонии, Эфраим Шмуэль Кот.

## История
К концу 1941 года, оставшееся в Таллине еврейское население было уничтожено немцами и эстонскими коллаборационистами. Действовавшая до немецкой оккупации (1941—1944) синагога на улице Маакри была превращена нацистами в склад а затем разрушена в результате попадания бомбы при бомбардировки Таллина советской авиацией в марте 1944 года. Руины синагоги были снесены в 1948 году. Синагога в Тарту была сожжена в 1944 году.
После Второй мировой войны в Таллине существовали еврейские молельные дома, последний из которых до 2000 года располагался в небольшом одноэтажном здании на улице Магдалена.
Таллинская Новая синагога стала первой синагогой, построенной в Эстонии после Второй мировой войны.

### Строительство новой синагоги
Краеугольный камень Таллинской Новой синагоги заложили 19 сентября 2005 года тогдашние президенты Израиля и Эстонии — Моше Кацав и Арнольд Рюйтель.
Строительство Таллинской Новой синагоги обошлось в два миллиона долларов США. Главным спонсором строительства Таллинской синагоги был предприниматель, совладелец компании «Севзаппром» Александр Бронштейн, сын академика Михаила Бронштейна. По его просьбе строительство Таллинской Новой синагоги было посвящено памяти его матери Беллы Барской. Вторым по значимости крупным спонсором выступил фонд семьи Жоржа Рора из США. Пожертвования внесли целый ряд эстонских предприятий и организаций, горуправа Таллина, Министерство внутренних дел Эстонии, частные лица, а также такие политики, как мэр Таллина Эдгар Сависаар и премьер-министр Эстонии Андрус Ансип.

## Расположение таллинских синагог, молелен и еврейских кладбищ
Жирный шрифт обозначает, что на данный момент это здание или кладбище действует
- Висмари (~1846—1862)
- Вяйке-Арехна (Леннуки) (1862—1865)
- Шуббе (ул. Я. Анвельта, ныне — ул. Кивисилла) (1865—1867)
- Новая, 37 (ныне — ул. Уус) (1867—1870)
- Сакала (1871)
- Ул. Мюйривахе (1871—1875)
- Вяйке-Юхкентали (Леннуки, Иманта) \ М. Йоахимстальская, 5 (1872—1873)
- Валовая, 5 (ныне — ул. Валли) (1880—1882)
- Макерская, 5 (ныне — ул. Маакри) (1885—1944)
- Ул. Ф. Р. Крейцвальда, 23 (1946—1966)
- Магдалеэна, 9 (до 1990-х годов — ул. Ластеайа) (1966 — 21.12.2000)
- Кару, 16 (21.12.2000 — 16.05.2007)
- Таллинская Новая синагога на ул. Кару, 16 (16.05.2007)
- Еврейское кладбище на ул. Магазини, 27 (80-е годы XVIII века[2])
- Еврейское кладбище в Рахумяэ, 5 (ул. Рахумяэ, 5) (1909)